# Дјуијева децимална класификација
Дјуијева децимална класификација, скраћено ДДК (енгл. Dewey Decimal Classification, скраћено DDC) власнички је систем библиотечке калсификације који омогућује додавање нових књига у библиотеку на адекватно место на основу теме. Први пут је објављен 1876. као памфлет од 44 стране, његов творац је амерички библиотека Мелвил Дјуи. Од првог издања па до данас систем је проширен у више томова и ревидиран кроз 23 већа издања, задње штампано 2011. Такође постоји и скраћена верзија за мање библиотеке. Организација OCLC тренутно одржава систем, опслужује библиотеке и лиценцира приступ WebDewey-у константно ажурној верзији за потребе каталогизације.
Децимална класификација је увела концепте релативне локације и релативног индекса. Пре овог система библиотеке су слагале књиге како су их набављале а не на основу теме. Класификациона нотација користи троцифрен број за главне класе, које опет имају своје подкласе. Бројеви су до те мере применљиви да могу да означе неки посебан аспект неке опште теме. Библиотека додељује класификациони број који недвосмислено лоцира књигу на основу њене теме. Бројеви омогућавају проналазак било које књиге и враћање исте на исто место у библиотеци. Овај класификациони систем се користи у 200.000 библиотека и бар 135 земаља.

## Структура
Основне класе Дуијевог система:
- 000 – информатика, информације и опште
- 100 – филозофија и психологија
- 200 – религија
- 300 – друштвене науке
- 400 – језик
- 500 – природне науке
- 600 – технологија
- 700 – уметност и рекрација
- 800 – литература
- 900 – историја и географија

Пример прецизног дефинисања књиге помоћу бројева
500 природне науке
510 математика
516 геометрија
516.3 аналитичка геометрија
516.37 метричка диференцијална геометрија
516.375 Финслерова многострукост